# Аль-Олимпи
«Аль-Олимпи» (араб. النادي الأوليمبي المصري بالأسكندريه‎) — египетский футбольный клуб из города Александрия. Выступает во втором дивизионе Египта. Основан в 1905 году. Домашние матчи проводит на стадионе «Александрия», вмещающем 19 700 зрителей. В сезоне 1965/66 клуб добился главного успеха в своей истории став чемпионом Египта, в Кубке страны «Аль-Олимпи» побеждал 2 раза. В афрокубках, клуб участвовал лишь однажды, в 1967 году он играл в Кубке чемпионов КАФ, где в 1/8 финала обыграл суданский клуб «Аль-Хиляль», а в 1/4 финала уступил эфиопскому «Сент-Джорджу».

## Достижения
- Чемпион Египта (1): 1965/66

- Обладатель Кубка Египта (6): 1932/33, 1933/34

## Международные соревнования
- Кубок чемпионов КАФ: 1

1967 — 1/4 финала.